# 브라이언 오르테가
브라이언 오르테가(Brian Ortega, 1991년 2월 21일 ~ )는 미국 캘리포니아 출신의 종합격투기 선수로, UFC 페더급 디비전에서 활동한다. 브라질리언 주짓수 기반의 탄탄한 그래플링과 뛰어난 서브미션 능력으로 유명하며, ‘T‑City’라는 별명으로 잘 알려져 있다. UFC 인터림 및 챔피언 도전 경험이 있으며, Fight of the Night 및 Performance of the Night 보너스를 다수 수상한 바 있다.

## 선수 경력
오르테가는 2010년 프로로 데뷔한 이후 RFA(Ressurrection Fighting Alliance) 페더급 챔피언 타이틀을 획득하고, 2014년 UFC로 입성했다. UFC 첫 경기는 Mike De La Torre과의 경기였으나, 승리 후 도핑 양성으로 NC 처리된 바 있다. 이후 Thiago Tavares, Diego Brandão, Clay Guida, Renato Moicano, Cub Swanson, Frankie Edgar 등을 차례로 꺾으며 그래플러로서의 입지를 굳혔다.
2018년 UFC 226·231에서 Max Holloway와의 챔피언십 매치를 벌였으나, 박빙의 경기 끝에 닥터 스탑 TKO로 패했고 Fight of the Night 보너스를 수상했다. 2021년 UFC 266에서 Alexander Volkanovski와의 타이틀전에서는 판정패했지만 역시 Fight of the Night에 선정되어 압도적인 존재감을 보였다.
2022년 UFC에서 Yair Rodríguez와 펼친 두 번의 맞대결도 화제였다. 첫 대결에서는 어깨 부상으로 1라운드 TKO패를 기록했지만, 2024년 리매치에서는 서브미션 승리를 거두며 Redemption 스토리를 완성했다. 2024년 9월 UFC 306에서는 Diego Lopes에게 판정패했다.

## 종합격투기 전적
| 결과 | 전적         | 상대                  | 방식                            | 대회            | 날짜       | 장소               |
| ---- | ------------ | --------------------- | ------------------------------- | --------------- | ---------- | ------------------ |
| 패   | 20–7–1 (1NC) | Diego Lopes           | 판단 (전원일치)                 | UFC 306         | 2024‑09‑14 | 라스베이거스, 미국 |
| 승   | 20–6–1 (1NC) | Yair Rodríguez        | submission (arm‑triangle choke) | UFC Fight Night | 2024‑02‑24 | 멕시코시티, 멕시코 |
| 패   | 19–6–1 (1NC) | Alexander Volkanovski | 판정 (전원일치)                 | UFC 266         | 2021‑09‑25 | 라스베이거스, 미국 |
| 패   | 18–5–1 (1NC) | Max Holloway          | TKO (닥터 스탑)                 | UFC 231         | 2018‑12‑08 | 토론토, 캐나다     |
| 승   | 18–4–1 (1NC) | Frankie Edgar         | KO (펀치)                       | UFC 222         | 2018‑03‑03 | 라스베이거스, 미국 |
| 승   | 17–4–1 (1NC) | Cub Swanson           | submission (guillotine choke)   | UFC Fight Night | 2017‑12‑09 | 프레스노, 미국     |

## 타이틀 및 수상
- RFA 페더급 챔피언 (전 타이틀 홀더)
- UFC Fight of the Night 5회
- UFC Performance of the Night 3회

## 관련 문서
- UFC
- 페더급 (MMA)
- 맥스 할로웨이
- 알렉산더 볼카노프스키
- 야이르 로드리게스
- 프랭키 에드가